# Grimming (Enns)
Grimming är ett vattendrag i Österrike. Det ligger i förbundslandet Steiermark, i den centrala delen av landet, 190 km väster om huvudstaden Wien.
I omgivningarna runt Grimming växer i huvudsak blandskog. Runt Grimming är det ganska glesbefolkat, med 25 invånare per kvadratkilometer.